# Suore della Presentazione della Beata Vergine Maria (Aberdeen)
Le Suore della Presentazione della Beata Vergine Maria (in inglese Sisters of the Presentation of the Blessed Virgin Mary; sigla P.B.V.M.) sono un istituto religioso femminile di diritto pontificio.

## Storia
Le origini della congregazione si ricollegano a quelle delle suore della Presentazione fondate nel 1775 in Irlanda da Nano Nagle.
Nel 1886 una comunità di religiose della Presentazione, proveniente dal convento di Fargo e guidata da madre San Giovanni Hughes, si stabilì ad Aberdeen, dove il parroco Robert Haire intendeva aprire una scuola cattolica.
Con la formazione della diocesi di Sioux Falls per il Dakota del Sud, nel 1889 le suore di Aberdeen si costituirono in congregazione autonoma. Le costituzioni dell'istituto ricevettero l'approvazione definitiva della Santa Sede nel 1946.

## Attività e diffusione
Le suore si dedicano all'istruzione della gioventù e all'assistenza a malati e anziani.
Oltre che negli Stati Uniti d'America, la congregazione è stata presente in Messico, Bolivia, Guatemala e Zambia; la sede generalizia è ad Aberdeen, nel Dakota del Sud.
Alla fine del 2015 l'istituto contava 72 religiose in 13 case.